# Tatabánya Kultúrájáért díj
A díjat Tatabánya Megyei Jogú Város Közgyűlése alapította 1996-ban.
A díj olyan személynek, illetve szervezetnek (színház, művelődési ház, művészegyüttes, zenekar, múzeum, könyvtár) adományozzák, aki, illetve amely Tatabányán kiemelkedő kulturális, művészeti, közművelődési és közgyűjteményi tevékenységet folytatott. Hagyománya az, hogy a Magyar Kultúra Napján adja át a város polgármestere.

## Díjazottak
- 1997 Tóth Erzsébet (Tóth Zsóka) előadóművész,  Tatabányai Fúvós Ötös, Kertvárosi Bányász Művelődési Ház
- 1998 Bognár Istvánné, Krupánszky Lajosné, Nemeslaki Irén, Rozmaring Ifjúsági Néptáncegyüttes
- 1999 Bányász Néptáncegyüttes , Izsáki Mihály, Sebestyén Lajos költő
- 2000 Bánhidai Kisfúvósok, Boros Ilona, Kovácsné Hetényi Mária, Soltész Kálmán
- 2001 Izingné Pruzsina Rózsa a Puskin Művelődési Ház igazgatója, Rátvai Miklósné a Városi Könyvtár vezetője, Tatabányai Múzeum, Tatabányai Bányász Dalkör
- 2002 Horváthné Szeibel Márta a Tatabányai Szimfonikus Zenekar tagja, Nagyné Kiss Hilda a Kertvárosi Bányász Művelődési Otthon igazgatója, Dr. Szilvási Csaba tanár-író, Városi Levéltár, Bányász Képzőművész Kör
- 2003 Gallai Rezső helytörténész
- 2004 Kovács Zsuzsa a Jászai Mari Színház, Népház művészeti vezetője
- 2005 Saltzer Géza zenetanár, tagozatvezető, Német Nemzetiségi Ének-, Tánc-, Zenekarok Országos Szövetsége alelnök, a Magyar Kórusok és Zenekarok Szövetsége Nemzetiségi Szakbizottságának elnöke [halott link]
- 2006 Török Ferenc, a Bányász Színpad egyik alapító tagja, a tanár és előadóművész
- 2007 Csics Gyula [halott link], a Városi Könyvtár igazgatója
- 2008 Gengeliczky László, faműves, faszobrász [halott link]